# Doorstroommoeras
Een doorstroommoeras is een moeras dat ontstaat doordat één of meer beken door een wat lager gelegen zone stromen, waardoor een moerassig gebied ontstaat, of door verlanding van een meertje.
Naast het aangevoerde oppervlaktewater kan extra water worden aangevoerd vanuit de bodem, door kwel. Dat is mogelijk omdat de omgeving van het moeras hoger ligt dan het moeras zelf en er dus druk op het grondwater staat.